# Sandsmörblomma
Sandsmörblomma (Ranunculus millefoliatus) är en ranunkelväxtart som beskrevs av Vahl. Sandsmörblomma ingår i släktet ranunkler, och familjen ranunkelväxter. Inga underarter finns listade i Catalogue of Life.